# Hunnebostrands kyrka
Hunnebostrands kyrka, tidigare Hunnebostrands kapell, ligger i fiskeläget Hunnebostrand vid huvudgatan ner mot hamnen. Den tillhör Hunnebostrands församling, som 1909 avskildes till kapellförsamling under Tossene och 1927 blev egen församling i Göteborgs stift. 

## Kyrkobyggnaden
Kyrkans grund lades sommaren 1910 och året därpå uppfördes kyrkan av byggmästare Ernst Gustafsson efter ritningar av arkitekt Sigfrid Ericson. Den uppfördes av enskilda personer utan stöd av församlingen och utan kontakt med Överintendentsämbetet. Kyrkan invigdes i november 1911 av biskop Rodhe, men överlämnades först 1923 till församlingen.
Byggnaden består av ett långhus, med ett smalare tresidigt kor mot nordost och med en takryttare i sydväst, som fungerar som kyrktorn. Norr om koret finns en sakristia. Kyrkobyggnaden vilar på en sockel av granit. Taket är belagt med mörkgrå skiffer från Grythyttan och är valmat åt alla håll. Taket är uppdelat i två nivåer som skiljs åt av ett lågt väggparti (klerestorium) som också är klätt med skiffer. I väggpartiet finns fönster för ljusinsläpp.
Det ljusa kyrkorummet är uppbyggt som en basilika. Vid sydöstra sidan sidan intill koret finns en dopplats med en stor målning som skildrar Jesu dop utförd 1951 av Saga Walli. På motsvarande plats norr om koret finns predikstolen. Själva koret ligger tre trappsteg högre upp än övriga kyrkorummet. På östra korväggen finns två målningar utförda 1951 av Saga Walli. Målningen till vänster om altaret skildrar uppståndelsen, medan målningen till höger skildrar Jesu liknelse om sådden. Ljus leds in i koret från högt belägna fönster som är skymda av en korbåge.
En renovering genomfördes 1935 efter ritningar av Sigfrid Ericson. Då öppnades en entré även i mittaxeln och de fem svarta järnarmaturerna hängdes upp. Mot arkitektens bestämda önskan målades interiören i grått. Vid 1971 års restaurering, under ledning av Rolf Bergh, tillkom nya bänkar och en ny orgelfasad på läktaren. Utvändigt målades fasaden i ljusare grått med grågröna detaljer. Sedan 1996 är fasaden åter rödfärgad.
En ny byggnad med församlingshem och pastorsexpedition uppfördes 1986 vid den nordvästra sidan efter ritningar av Magnus Wångblad. Den är ansluten till kyrkan genom en glasad gång. 

## Inventarier
- I tornet/takryttaren hänger två klockor gjutna 1911 av Bergholtz klockgjuteri i Stockholm.
- Den åttakantiga dopfunten är av trä.
- Ett votivskepp är tillverkat av Leo Dahlgren.
- Predikstolen är troligen samtida med kyrkan.
- Kormattan utfördes 1975 av Christina Westmans ateljé i Göteborg.
- Ljusbäraren och adventsljusstaken är smidda av Rune Nicklasson (Bröderna Nicklassons Mekaniska Verkstad)

### Orglar
- Läktarorgeln har 18 stämmor fördelade på två manualer och pedal. Den levererades 1970 av A. Magnusson Orgelbyggeri AB. Det tidigare instrumentet var från 1936.[1]
- En orgel nära koret, tillverkad 1996 av A. Magnusson Orgelbyggeri AB, har sex stämmor fördelade på manual och pedal.[2]